# Namcot Collection
Namcot Collection es una compilación de videojuegos de 2020 publicada por Bandai Namco Entertainment. Lanzado originalmente en Japón para Nintendo Switch, más tarde se localizó para territorios internacionales como dos colecciones separadas, Namco Museum Archives Vol. 1 y Vol. 2, para Switch, Xbox One, PlayStation 4 y Windows. Namcot Collection incluye una amplia gama de videojuegos publicados por Namco para Family Computer y Nintendo Entertainment System, con estados de guardado, logros y versiones caseras de Pac-Man Championship Edition y Gaplus.
Bandai Namco contó con la ayuda de M2, una empresa reconocida por sus relanzamientos de videojuegos de alta calidad, para desarrollar el juego. Para ayudar a M2 estuvo B.B. Studio, una subsidiaria de Bandai Namco conocida por su trabajo en la serie Super Robot Wars. El juego fue lanzado en Japón como una aplicación digital gratuita y un lanzamiento físico, el primero permitiendo a sus usuarios comprar juegos individuales o en paquetes selectos; Como los jugadores comenzaron a recibir los juegos equivocados después de comprarlos individualmente, Bandai Namco se vio obligado a retirarlo de Nintendo eShop temporalmente. Aunque los críticos aplaudieron los lanzamientos localizados por su calidad de emulación y biblioteca de juegos, particularmente Pac-Man Championship Edition, la presentación mediocre y la decisión de Bandai Namco de dividir la colección en dos fueron objeto de críticas.

## Jugabilidad
Namcot Collection es una compilación de videojuegos publicada por Namcot, la división japonesa de juegos para consumidores de Namco, para Family Computer (Famicom) y Nintendo Entertainment System (NES). La mayor parte de la biblioteca de juegos consiste en juegos desarrollados internamente por Namco, aunque algunos fueron desarrollados por compañías externas como Game Freak y Atlus. Algunos de los títulos son conversiones de los populares juegos de arcade de Namco, incluidos Pac-Man (1980) y Galaga (1981), mientras que otros como Splatterhouse: Wanpaku Graffiti (1989) se crearon específicamente para Famicom y NES. Los títulos incluidos abarcan una amplia variedad de géneros, en particular, juegos de rol de acción, shoot 'em up y plataformas. La colección también presenta dos versiones caseras de Gaplus (1984) y Pac-Man Championship Edition (2007), que fueron diseñados por M2 y son exclusivos del paquete. Los jugadores pueden "retroceder" unos segundos en el juego y guardar su progreso.
En el lanzamiento japonés de Nintendo Switch, el menú principal está diseñado a partir de un estante de coleccionista virtual. Los jugadores pueden personalizar su estante con cajas, cartuchos de juego y figuras de plástico en función de cada uno de los juegos incluidos. También se incluyen ilustraciones y escaneos manuales. La forma en que se distribuyen los juegos difiere de cada versión: en la versión japonesa, los jugadores pueden comprar juegos individualmente o en paquetes seleccionados. Los paquetes que se compran están indicados por números de revista en el estante del reproductor, diseñados a partir de las portadas de la literatura de prensa Community Magazine NG de Namco. Los lanzamientos de Archivos internacionales omiten esta decisión, y ambos volúmenes contienen una variada selección de títulos.
| Título                               | Lanzamiento original | Desarrollador |
| ------------------------------------ | -------------------- | ------------- |
| Battle City                          | 1985                 | Namco         |
| Dig Dug                              | 1985                 | Namco         |
| Dig Dug II                           | 1985                 | Namco         |
| Digital Devil Story: Megami TenseiJP | 1987                 | Atlus         |
| Dragon Buster                        | 1987                 | Namco         |
| Dragon Buster IIWW                   | 1989                 | Namco         |
| Dragon Spirit: The New Legend        | 1989                 | Namco         |
| Family CircuitJP                     | 1988                 | Namco         |
| Family Jockey                        | 1987                 | Namco         |
| Galaga                               | 1985                 | Namco         |
| Galaxian                             | 1984                 | Namco         |
| Gaplus                               | 2020                 | M2            |
| Kaijū MonogatariJP                   | 1988                 | Birthday      |
| Keru NaguuruJP                       | 1989                 | Game Studio   |
| King of Kings                        | 1988                 | Atlus         |
| Legacy of the WizardJP               | 1987                 | Nihon Falcom  |
| Mappy                                | 1984                 | Namco         |
| Mappy-LandWW                         | 1987                 | Namco         |
| Mendel Palace                        | 1989                 | Game Freak    |
| Metro-CrossJP                        | 1986                 | Namco         |
| Namco Classic IIJP                   | 1992                 | Namco         |
| Pac-Land                             | 1985                 | Namco         |
| Pac-Man                              | 1984                 | Namco         |
| Pac-Man Championship Edition         | 2020                 | M2            |
| The Quest of KiJP                    | 1988                 | Game Studio   |
| Rock 'n Ball                         | 1989                 | KID           |
| Rolling Thunder                      | 1989                 | Namco         |
| Sky Kid                              | 1986                 | Namco         |
| Splatterhouse: Wanpaku Graffiti      | 1989                 | Namco         |
| Star LusterJP                        | 1985                 | Namco         |
| Super Xevious: GAMP no Nazo          | 1986                 | Namco         |
| Tower of BabelJP                     | 1986                 | Namco         |
| The Tower of Druaga                  | 1985                 | Namco         |
| Valkyrie no BōkenJP                  | 1986                 | Namco         |
| Wagan LandJP                         | 1987                 | Namco         |
| WarpmanJP                            | 1985                 | Namco         |
| Xevious                              | 1984                 | Namco         |
| Yokai DochukiJP                      | 1987                 | Namco         |

1. JP: Solo en el lanzamiento japonés
2. WW: Solo en el lanzamiento internacional

## Desarrollo y lanzamiento
Namcot Collection fue desarrollada por M2, un estudio japonés reconocido por sus colecciones y relanzamientos de videojuegos de alta calidad, y publicado por Bandai Namco Entertainment. M2 fue asistido por B.B. Studio, subsidiaria de Bandai Namco, el grupo de desarrollo de los juegos de Super Robot Wars de hoy en día. El port homebrew incluido de Pac-Man Championship Edition, diseñado para funcionar en hardware real de NES, fue originalmente la creación de un hacker ROM japonés de 2008, quien por preocupaciones legales decidió no publicar su trabajo al público. Para Namcot Collection, Bandai Namco adquirió los derechos del truco y proporcionó cambios menores, como alterar la banda sonora.
Bandai Namco reveló Namcot Collection durante un Nintendo Direct japonés presentado el 26 de marzo de 2020. Originalmente pensado para seguir siendo exclusivo de Japón, se reveló el 4 de junio que Namcot Collection se localizaría y dividiría en dos colecciones separadas tituladas Namco Museum Archives Vol. 1 y Namco Museum Archives Vol. 2 internacionalmente, adaptado bajo la serie de antologías del Namco Museum existente de la compañía. Las localizaciones de Namcot Collection y sus archivos se lanzaron el 18 de junio de 2020. La primera se lanzó exclusivamente para Nintendo Switch, mientras que la última se publicó en Switch, Xbox One, PlayStation 4 y PC a través de Steam. En Japón, el juego se publicó como una aplicación de "iniciador" gratuita en Nintendo eShop, que incluye Wagan Land como juego gratuito, y como una versión física que incluye el primer paquete de juegos. Bandai Namco retiró la versión digital de la venta el mismo día después de que se descubrió un error que les dio a los jugadores el juego incorrecto después de comprar juegos individuales en la tienda. El juego se volvió a poner en venta con el defecto corregido el 8 de julio.

## Recepción
Los lanzamientos localizados de Namcot Collection generaron respuestas mixtas de los críticos. La versión de PlayStation 4 de ambos volúmenes tiene respectivamente 62/100 y 61/100 en el sitio web del agregador de reseñas Metacritic, lo que indica "reseñas mixtas o promedio". Los críticos se sintieron particularmente decepcionados con los lanzamientos de Archivos por su presentación aburrida e inferioridad con respecto al original japonés; Nintendo Life, en particular, argumentó que "se siente como una oportunidad perdida", ya que sin ella la colección se sentía muy básica. La decisión de Bandai Namco de dividir Namcot Collection para territorios internacionales fue recibida negativamente, y los críticos encontraron la idea inútil y confusa. Push Square dijo que el uso de ambos juegos de la misma interfaz de menú y funcionalidades "plantea la incómoda pregunta de por qué estas colecciones tenían que separarse en dos volúmenes". Creían que su método de distribución solo los hacía valiosos para los fanáticos incondicionales de Namco. La división italiana de Eurogamer creía que los juegos Archives, con su exclusión de escaneos de obras de arte y contenido adicional, no tenían ninguna razón para llevar el nombre de Namco Museum.
La mayoría de los críticos disfrutaron de la calidad de la emulación y la selección de títulos, en particular Pac-Man Championship Edition y Splatterhouse: Wanpaku Graffiti. Nintendo World Report mostró admiración por Mendal Palace, Battle City y Gaplus por su elegante diseño; elogiaron especialmente a Gaplus por la calidad de su conversión, complementando que lo convirtió en un buen compañero para Galaga. The Games Machine estuvo de acuerdo y consideró que las colecciones albergaron una buena selección de títulos de calidad, como Rolling Thunder. Sin embargo, argumentaron que solo atraería a los jugadores que crecieron con la NES, creyendo que, de lo contrario, proporcionarían pocos incentivos para que los recién llegados las compraran. Mappy-Land y Dragon Buster fueron vistos como las peores inclusiones, y Super Xevious y Pac-Land también fueron desagradables por su calidad. Si bien los críticos sintieron que las conversiones de juegos de arcade todavía eran divertidas de jugar, en general estuvieron de acuerdo en que no eran tan buenas como sus predecesores de operaciones con monedas y que deberían haber sido incluidas además de sus contrapartes de consola.